# Ella Chen
Ella Chen (chinois traditionnel : 陳嘉樺 ; chinois simplifié : 陈嘉桦 ; pinyin : chén jiāhuà ; Wade : Chen Chia-Hwa) est une chanteuse et actrice taïwanaise, née le 18 juin 1981 à Pingtung. Elle est principalement connue comme membre du groupe S.H.E avec Selina Ren et Hebe Tien.

## Biographie
Peu d'informations nous sont parvenues quant à sa biographie. En revanche, pour sa vie privée, nous savons qu'Ella Chen a un enfant avec son mari, Alvin Lai d'origine malaisienne.

## Discographie
Voir également: Discographie de S.H.E
- 2007 : Qiang Qiang (蔷蔷) EP
- 2012 : Ella To Be （我就是... Ella陳嘉樺）EP
- 2015 : WHY NOT  EP
- 2016: Hun Shen Shi Jing (渾身是勁)

## Filmographie

### Télévision
- 2001 : Magical Love : Juliet (朱俐樺)
- 2003 : The Rose : Zheng Bai He (鄭百合)
- 2005 : Reaching For The Stars : Ren Jie (任潔)
- 2006 : Hanazakarino Kimitachihe : Lu Rui Xi (盧瑞莃)
- 2007 : The Lollipop Idol Drama : Chen Jia Hua (陈嘉桦)
- 2010 : Down with Love : Yang Guo (楊果)
- 2013 : Ji pin da zuo zhan :  Yang Ai Wa (杨爱娃)
- 2014 : The Lying Game : Sun Zhen (孫真)
- 2014 : He ban Qing Qing : Chen Yuan Xiu（陈远秀)

### Cinéma
- 2007 : Arthur et les Minimoys : Arthur (voix)
- 2012 : Perfect Two : Ma Niu (馬妞)
- 2012 : Bad Girls : Ah Dan (阿丹)
- 2015 : Ji xing gao zhao
- 2015 : I Love Binlang : Sha Sha(莎莎)
- 2015 : Luck Star 2015